# Campionati europei di lotta 2006
I campionati europei di lotta 2006 sono stati la 58ª edizione della manifestazione continentale organizzata dalla FILA. Si sono svolti dal 25 al 30 aprile 2006 a Mosca, in Russia.

## Podi

### Lotta greco-romana maschile
| Evento | Oro                         | Argento                      | Bronzo                        |
| 55 kg  | Roman Amoyan Armenia        | Venelin Venkov Bulgaria      | Rövşən Bayramov Azerbaigian   |
| 55 kg  | Roman Amoyan Armenia        | Venelin Venkov Bulgaria      | Claudiu Gavrila Romania       |
| 60 kg  | Karen Mnatsakanyan Armenia  | David Bedinadze Georgia      | Fuad Aliyev Azerbaigian       |
| 60 kg  | Karen Mnatsakanyan Armenia  | David Bedinadze Georgia      | Vyacheslav Djaste Russia      |
| 66 kg  | Tamás Lőrincz Ungheria      | Sergey Kovalenko Russia      | Şeref Eroğlu Turchia          |
| 66 kg  | Tamás Lőrincz Ungheria      | Sergey Kovalenko Russia      | Oleksandr Khvoshch Ucraina    |
| 74 kg  | Varteres Samurgašev Russia  | Oleg Mikhalovich Bielorussia | Manuchar Kvirkvelia Georgia   |
| 74 kg  | Varteres Samurgašev Russia  | Oleg Mikhalovich Bielorussia | Mahmut Altay Turchia          |
| 84 kg  | Artur Michalkiewicz Polonia | Denis Forov Armenia          | Mélonin Noumonvi Francia      |
| 84 kg  | Artur Michalkiewicz Polonia | Denis Forov Armenia          | Nazmi Avluca Turchia          |
| 96 kg  | Hamza Yerlikaya Turchia     | Mikhail Nikolaev Ucraina     | Marek Švec Rep. Ceca          |
| 96 kg  | Hamza Yerlikaya Turchia     | Mikhail Nikolaev Ucraina     | Jimmy Lidberg Svezia          |
| 120 kg | İsmail Güzel Turchia        | Juha Ahokas Finlandia        | Khasan Baroev Russia          |
| 120 kg | İsmail Güzel Turchia        | Juha Ahokas Finlandia        | Aleksander Chernetski Ucraina |

### Lotta libera maschile
| Evento | Oro                              | Argento                      | Bronzo                      |
| 55 kg  | Oleksandr Zakharuk Ucraina       | Namig Abdullayev Azerbaigian | Amiran Kardanov Grecia      |
| 55 kg  | Oleksandr Zakharuk Ucraina       | Namig Abdullayev Azerbaigian | Dzhamal Otarsultanov Russia |
| 60 kg  | Mavlet Batirov Russia            | Tevfik Odabaşı Turchia       | Anatolie Guidea Bulgaria    |
| 60 kg  | Mavlet Batirov Russia            | Tevfik Odabaşı Turchia       | Evgeni Khavilov Ucraina     |
| 66 kg  | Makhach Murtazaliev Russia       | Albert Batyrov Bielorussia   | Serafim Barzakov Bulgaria   |
| 66 kg  | Makhach Murtazaliev Russia       | Albert Batyrov Bielorussia   | Vadim Guigolaev Francia     |
| 74 kg  | Buvaisar Saitiev Russia          | Ruslan Kokaev Armenia        | Gábor Hatos Ungheria        |
| 74 kg  | Buvaisar Saitiev Russia          | Ruslan Kokaev Armenia        | Krystian Brzozowski Polonia |
| 84 kg  | Adam Sajtiev Russia              | Gökhan Yavaşer Turchia       | Vadim Laliev Armenia        |
| 84 kg  | Adam Sajtiev Russia              | Gökhan Yavaşer Turchia       | Taras Danko Ucraina         |
| 96 kg  | Khadzhimurat Gatsalov Russia     | Shamil Gitinov Armenia       | Giorgi Gogshelidze Georgia  |
| 96 kg  | Khadzhimurat Gatsalov Russia     | Shamil Gitinov Armenia       | Stefan Kehrer Germania      |
| 120 kg | Kuramagomed Kuramagomedov Russia | Ivan Ishchenko Ucraina       | Eldar Kurtanidze Georgia    |
| 120 kg | Kuramagomed Kuramagomedov Russia | Ivan Ishchenko Ucraina       | Rareș Chintoan Romania      |

### Lotta libera femminile
| Evento  | Oro                                             | Argento                         | Bronzo                             |
| 48 kg * | Lilia Kaskarakova Russia Marija Stadnyk Ucraina | Fani Psatha Grecia              | Francine De Paola Italia           |
| 48 kg * | Lilia Kaskarakova Russia Marija Stadnyk Ucraina | Fani Psatha Grecia              | Cristina Croitoru Romania          |
| 51 kg   | Vanessa Boubryemm Francia                       | Alexandra Engelhardt Germania   | Natalia Smirnova Russia            |
| 51 kg   | Vanessa Boubryemm Francia                       | Alexandra Engelhardt Germania   | Oleksandra Kohut Ucraina           |
| 55 kg   | Natalia Golts Russia                            | Ludmila Cristea Moldavia        | Anna Gomis Francia                 |
| 55 kg   | Natalia Golts Russia                            | Ludmila Cristea Moldavia        | Johanna Mattsson Svezia            |
| 59 kg   | Lubov Volosova Russia                           | Stefanie Stüber Germania        | Audrey Prieto Francia              |
| 59 kg   | Lubov Volosova Russia                           | Stefanie Stüber Germania        | Marianna Sastin Ungheria           |
| 63 kg   | Alena Kartashova Russia                         | Monika Michalik Polonia         | Nikola Hartmann-Dünser Austria     |
| 63 kg   | Alena Kartashova Russia                         | Monika Michalik Polonia         | Agoro Papavasileiou Grecia         |
| 67 kg   | Elena Perepelkina Russia                        | Kristine Odrina Orbova Lettonia | Agnieszka Wieszczek-Kordus Polonia |
| 67 kg   | Elena Perepelkina Russia                        | Kristine Odrina Orbova Lettonia | Iryna Shautsova Bielorussia        |
| 72 kg   | Stanka Zlateva Bulgaria                         | Svetlana Saenko Ucraina         | Anita Schätzle Germania            |
| 72 kg   | Stanka Zlateva Bulgaria                         | Svetlana Saenko Ucraina         | Karine Shadoyan Armenia            |

## Medagliere
| Pos.   | Paese       | Oro | Argento | Bronzo | Totale |
| ------ | ----------- | --- | ------- | ------ | ------ |
| 1      | Russia      | 12  | 1       | 4      | 17     |
| 2      | Armenia     | 2   | 3       | 2      | 7      |
| 3      | Turchia     | 2   | 2       | 3      | 7      |
| 4      | Ucraina     | 1   | 3       | 5      | 9      |
| 5      | Bulgaria    | 1   | 1       | 2      | 4      |
| 5      | Polonia     | 1   | 1       | 2      | 4      |
| 7      | Francia     | 1   | 0       | 4      | 5      |
| 8      | Ungheria    | 1   | 0       | 2      | 3      |
| 9      | Germania    | 0   | 2       | 2      | 4      |
| 10     | Bielorussia | 0   | 2       | 1      | 3      |
| 11     | Georgia     | 0   | 1       | 3      | 4      |
| 12     | Azerbaigian | 0   | 1       | 2      | 3      |
| 12     | Grecia      | 0   | 1       | 2      | 3      |
| 14     | Finlandia   | 0   | 1       | 0      | 1      |
| 14     | Lettonia    | 0   | 1       | 0      | 1      |
| 14     | Moldavia    | 0   | 1       | 0      | 1      |
| 17     | Romania     | 0   | 0       | 3      | 3      |
| 18     | Svezia      | 0   | 0       | 2      | 2      |
| 19     | Austria     | 0   | 0       | 1      | 1      |
| 19     | Italia      | 0   | 0       | 1      | 1      |
| 19     | Rep. Ceca   | 0   | 0       | 1      | 1      |
| Totale | Totale      | 21  | 21      | 42     | 84     |